# بطری دو لیتری

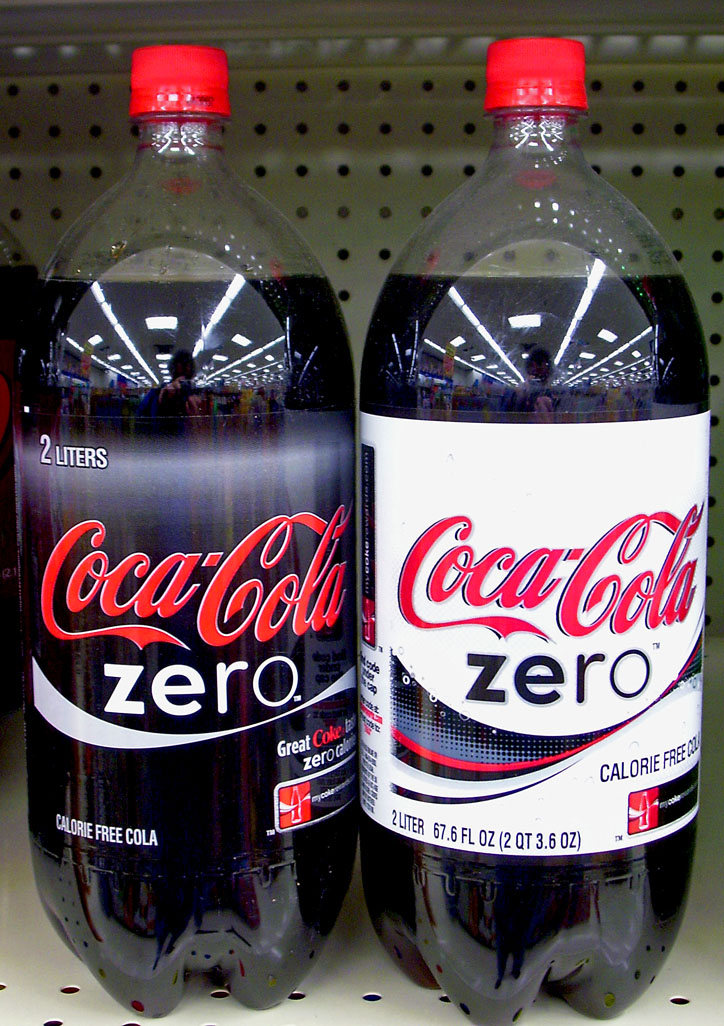
بطری‌های کوک بدون شکر در بازار ایالات متحده، با اندازه 2 L با تبدیل واحدهای اندازه‌گیری آمریکایی.

بطری دو لیتری (به انگلیسی: Two-liter bottle) یک ظرف معمول برای نوشابه، آبجو و شراب است. این بطری‌ها از پلی‌اتیلن ترفتالات، با نام عمومی پلاستیک یا شیشه با استفاده از فرایند قالب‌گیری بادی تولید می‌شوند. برچسب‌های بطری از یک نوار چاپ شده آستین پلاستیکی تنگ شونده در برابر حرارت تشکیل شده است. یک درب پیچی قابل تعویض اجازه می‌دهد تا محتویات بطری در زمان‌های مختلف با حفظ کربناسیون استفاده شود.
در ایالات متحده، بطری دو لیتری از معدود مواردی است که یک محصول با استفاده از واحدهای اندازه‌گیری متریک به فروش می‌رسد. از آنجا که تعداد بسیار کمی از نوشیدنی‌های دیگر به همین مقدار دقیق به فروش می‌رسند، اصطلاح «دو لیتری» در انگلیسی آمریکایی تقریباً همیشه به یک بطری نوشابه اشاره دارد. سایر اندازه‌ های متریک مورد استفاده در بطری‌های پلاستیکی نوشابه شامل ۵۰۰ میلی لیتر، ۱ لیتر و ۳ لیتر است.

## تاریخ
معاون جدید بازاریابی پپسی کو، جان اسکالی اولین بطری نوشابه دو لیتری را در سال ۱۹۷۰ با انگیزه مطالعات بازار معرفی کرد. (او بعداً مدیر عامل اپل از سال ۱۹۸۳ تا ۱۹۹۳ بود)، روش تولید بطری بوسیله تیمی به رهبری ناتانیل ویت طراحی و اجرا شد. البته داو دوپون، حق ثبت اختراع را در سال ۱۹۷۳ دریافت کرد. در سال ۱۹۸۵، بطری سه لیتری در قفسه‌های سوپرمارکت‌ها ظاهر شد. این طراحی هنوز هم توسط برخی از شرکت‌ها استفاده می‌شود.
اکثر بطری‌های دو لیتری امروزی یک قطعه پلی‌اتیلن ترفتالات (PET) با پایه است که با یک راه راه شعاعی قالب ریزی می‌شود تا قدرت در کف و توانایی ایستادن را فراهم کند. اکثر دو لیترهای اولیه دارای یک پایه مات جداگانه بودند که به پایین نیم کره فلاسک پلی‌اتیلن ترفتالات شفاف چسبانده شده بود. این پایه دارای سوراخهای موج دار و راه راه بود. تولید آن به دلیل مشکلات بازیافت دو نوع متفاوت پلاستیک آنها در سال ۱۹۹۰ لغو شد.

## بازیافت
از بطری‌های دو لیتری دست دوم پس از بازیافت در تولید مواد مختلفی مانند فرش، بدنه قایق، پارچه پلی استر، پر کردن داخل جداره کت، کیسه خواب، تشک، بالش، سطل بازیافت، پد تمیز کننده و در مقیاس زیادتر، تولید بطری‌های جدید نوشابه استفاده می‌شد.

## مشخصات فنی
ابعاد معمولی:
- قد ۳۲۷ میلیمتر (۱۲٫۹ اینچ)
- قطر ۱۰۴ میلیمتر (۴٫۱ اینچ)